# Cyrtoclytus agathus
Cyrtoclytus agathus là một loài bọ cánh cứng trong họ Cerambycidae.